# It Won't Be Christmas Without You
It Won't Be Christmas Without You è un album in studio natalizio del duo di musica country statunitense Brooks & Dunn, pubblicato nel 2002.

## Tracce
1. Winter Wonderland (Felix Bernard, Richard B. Smith) – 3:00
2. Hangin' 'Round the Mistletoe (Kostas) – 2:41
3. It Won't Be Christmas Without You (Steven Busch, Ronnie Dunn, Jerry Lynn Williams) – 3:43
4. Rockin' Little Christmas (Deborah Allen, Bruce Channel) – 3:06
5. Blue Christmas (Billy Hayes, Jay W. Johnson) – 3:29
6. Santa's Coming Over to Your House (Kix Brooks, Don Cook) – 2:32
7. The Christmas Song (Mel Tormé, Robert Wells) – 2:56
8. Santa Claus Is Coming to Town (John Frederick Coots, Haven Gillespie) – 2:24
9. Who Says There Ain't No Santa (Brooks, Larry Boone, Paul Nelson) – 3:41
10. I'll Be Home for Christmas (Kim Gannon, Walter Kent, Buck Ram) – 2:42
11. White Christmas (Irving Berlin) – 2:46